# 마커스워십
마커스워십(영어: Markers Worship)은 대한민국의 개신교 계열 찬양 및 예배 사역 단체이다. 슬로건은 '예배를 통해 지금의 세대를 깨우며, 다음 세대를 세워갑니다. 예배를 통한 온전한 연합을 꿈꾸고 있습니다.'이다. 이는 갈라디아서 6장 17절 중 "내가 내 몸에 예수의 흔적을 지니고 있노라"에 기반한다.
대한민국 찬양 사역 단체 중 영향력이 큰 팀으로 꼽히며, 돌로스선교회와 연합으로 사역을 진행하고 있다.
심종호, 소진영, 임선호 (프로듀싱), 김현성 (드럼), 박찬민 (건반), 박은미 (보컬) 로 구성되어 있다.